# Pseudobranchus axanthus
Espèce
Synonymes
- Pseudobranchus striatus axanthus Netting & Goin, 1942
- Pseudobranchus striatus belli Schwartz, 1952

Statut de conservation UICN

 LC  : Préoccupation mineure
Pseudobranchus axanthus est une espèce d'urodèles de la famille des Sirenidae.

## Répartition
Cette espèce est endémique de Floride aux États-Unis.

## Publication originale
- Netting & Goin, 1942 : Descriptions of two new salamanders from peninsular Florida. Annals of the Carnegie Museum, Pittsburgh, vol. 29, p. 175-196.